# Llista de monuments de Collbató
Llista de monuments de Collbató inclosos en l'Inventari del Patrimoni Arquitectònic Català per al municipi de Collbató (Baix Llobregat). Inclou els inscrits en el Registre de Béns Culturals d'Interès Nacional (BCIN) amb la classificació de monuments històrics i els Béns Culturals d'Interès Local (BCIL) de caràcter arquitectònic.
| Monument                                                                  | Protecció   | Estil/època                                      | Localització                                                                                            | Coordenades                                          | Codi?         | Imatge |
| ------------------------------------------------------------------------- | ----------- | ------------------------------------------------ | --- | ---------------------------------------------------- | ------------- | --- |
| Castell de Collbató                                                       | BCIN 691-MH | Romànic XI-XII                                   | Collbató                                                                                                | 41° 34′ 10″ N, 1° 49′ 48″ E / 41.56943°N,1.83011°E   | RI-51-0005462 | Castell de Collbató · Vegeu més fotos d'aquest monument · Carregueu una nova foto d'aquest monument                                        |
| Camí de la Santa Cova, Rosari Monumental de Montserrat                    | BCIL 2001   | Modernisme, noucentisme XIX                      | Collbató i Monistrol de Montserrat De la pl. de la Creu del Monestir de Montserrat fins a la Santa Cova | 41° 35′ 28″ N, 1° 50′ 26″ E / 41.591221°N,1.840593°E | IPA-16816     | Camí de la Santa Cova (Collbató i Monistrol de Montserrat) · Vegeu més fotos d'aquest monument · Carregueu una nova foto d'aquest monument |
| Antic Casino, el Casinet                                                  | BCIL 2004   | Obra popular XIX Mitjan, XIX Final               | Collbató C. Colom, 1                                                                                    | 41° 34′ 11″ N, 1° 49′ 40″ E / 41.569622°N,1.827868°E | IPA-18299     | Antic Casino (Collbató) · Vegeu més fotos d'aquest monument · Carregueu una nova foto d'aquest monument                                    |
| Casa al carrer Nou, l'Hostal Vell                                         |             | Obra popular XVIII                               | Collbató C. Nou, 4                                                                                      | 41° 33′ 58″ N, 1° 49′ 47″ E / 41.566138°N,1.829838°E | IPA-18300     | L'Hostal Vell (Collbató) · Vegeu més fotos d'aquest monument · Carregueu una nova foto d'aquest monument                                   |
| Can Rogent, Can Torralbes                                                 | BCIL 1991   | Neoclassicisme XIX, XX                           | Collbató C. Amadeu Vives, 11                                                                            | 41° 34′ 12″ N, 1° 49′ 44″ E / 41.569919°N,1.828977°E | IPA-18301     | Carregueu una nova foto d'aquest monument                                                                                                  |
| Conjunt del carrer Amadeu Vives                                           | BCIL 1991   | Obra popular XIX                                 | Collbató C. Amadeu Vives                                                                                | 41° 34′ 12″ N, 1° 49′ 43″ E / 41.569978°N,1.828663°E | IPA-18302     | Conjunt del carrer Amadeu Vives (Collbató) · Vegeu més fotos d'aquest monument · Carregueu una nova foto d'aquest monument                 |
| Casa al carrer Amadeu Vives, Cal Bros                                     |             | Obra popular XIII                                | Collbató C. Amadeu Vives, 50                                                                            | 41° 34′ 06″ N, 1° 49′ 47″ E / 41.56847°N,1.82962°E   | IPA-18305     | Cal Bros (Collbató) · Vegeu més fotos d'aquest monument · Carregueu una nova foto d'aquest monument                                        |
| Casa de la Vila, Can Nolla                                                | BCIL 1991   | Eclecticisme XIX Final                           | Collbató C. Bonavista, 2 - c. Amadeu Vives                                                              | 41° 34′ 02″ N, 1° 49′ 46″ E / 41.567309°N,1.829472°E | IPA-18306     | Casa de la Vila (Collbató) · Vegeu més fotos d'aquest monument · Carregueu una nova foto d'aquest monument                                 |
| Casa al carrer del Castell 10                                             |             | Obra popular                                     | Collbató C. del Castell, 10                                                                             | 41° 34′ 12″ N, 1° 49′ 46″ E / 41.570043°N,1.829408°E | IPA-18307     | Casa al carrer del Castell 10 (Collbató) · Vegeu més fotos d'aquest monument · Carregueu una nova foto d'aquest monument                   |
| Element de façana de Ca la Tomasa, dovella                                |             | Obra popular XVIII                               | Collbató C. Amadeu Vives, 32                                                                            | 41° 34′ 10″ N, 1° 49′ 45″ E / 41.569473°N,1.829238°E | IPA-18308     | Dovella de Ca la Tomasa (Collbató) · Vegeu més fotos d'aquest monument · Carregueu una nova foto d'aquest monument                         |
| Cal Borrega                                                               |             | Obra popular                                     | Collbató C. Castell, 14 - c. la Salut                                                                   | 41° 34′ 13″ N, 1° 49′ 47″ E / 41.570253°N,1.829680°E | IPA-18309     | Cal Borrega (Collbató) · Vegeu més fotos d'aquest monument · Carregueu una nova foto d'aquest monument                                     |
| Cal Trago, portal de Cal Bros                                             | BCIL 1991   | Gòtic XIII                                       | Collbató C. Amadeu Vives, 37                                                                            | 41° 34′ 07″ N, 1° 49′ 47″ E / 41.568506°N,1.829784°E | IPA-18310     | Cal Trago (Collbató) · Vegeu més fotos d'aquest monument · Carregueu una nova foto d'aquest monument                                       |
| Edifici del carrer Muntanya, l'Escorxador, actual seu del Parc de Bombers |             | Eclecticisme XIX                                 | Collbató C. Muntanya, 34 - c. Josep Maria Lladó, 2                                                      | 41° 34′ 08″ N, 1° 49′ 36″ E / 41.56881°N,1.826532°E  | IPA-18312     | L'Escorxador (Collbató) · Vegeu més fotos d'aquest monument · Carregueu una nova foto d'aquest monument                                    |
| Església parroquial de Sant Corneli                                       | BCIL 1991   | Barroc XVIII                                     | Collbató Pl. de l'Església, 2                                                                           | 41° 34′ 13″ N, 1° 49′ 41″ E / 41.570199°N,1.827984°E | IPA-18313     | Església parroquial de Sant Corneli (Collbató) · Vegeu més fotos d'aquest monument · Carregueu una nova foto d'aquest monument             |
| Can Vaquerisses, Can Tutor                                                | BCIL 1991   | Gòtic XIV, XV                                    | Collbató Pl. de l'Església, 5                                                                           | 41° 34′ 13″ N, 1° 49′ 41″ E / 41.570366°N,1.828159°E | IPA-18321     | Can Vaquerisses (Collbató) · Vegeu més fotos d'aquest monument · Carregueu una nova foto d'aquest monument                                 |
| Can Castelló, Cal Vidrier                                                 | BCIL 1991   | Obra popular XIX Final                           | Collbató C. Pau Bertran, 4                                                                              | 41° 34′ 14″ N, 1° 49′ 39″ E / 41.570529°N,1.827612°E | IPA-18323     | Can Castelló (Collbató) · Vegeu més fotos d'aquest monument · Carregueu una nova foto d'aquest monument                                    |
| Cal Galvany                                                               |             | Eclecticisme XIX                                 | Collbató C. Muntanya - c. Pau Bertran, 27                                                               | 41° 34′ 14″ N, 1° 49′ 35″ E / 41.570472°N,1.826498°E | IPA-18324     | Cal Galvany (Collbató) · Vegeu més fotos d'aquest monument · Carregueu una nova foto d'aquest monument                                     |
| Ca l'Arpada                                                               |             | Obra popular XVIII                               | Collbató C. la Salut, 31                                                                                | 41° 34′ 13″ N, 1° 49′ 46″ E / 41.570412°N,1.829449°E | IPA-18325     | Ca l'Arpada (Collbató) · Vegeu més fotos d'aquest monument · Carregueu una nova foto d'aquest monument                                     |
| Forn de calç del camí de les Obagues, Cal Rogent                          |             | Obra popular XX Inici                            | Collbató Ctra. B-112, km 1                                                                              | 41° 34′ 07″ N, 1° 49′ 55″ E / 41.568572°N,1.831809°E | IPA-18326     | Forn de calç del camí de les Obagues (Collbató) · Vegeu més fotos d'aquest monument · Carregueu una nova foto d'aquest monument            |
| Ermita de la Salut                                                        |             | Historicisme XIX Mitjan, XX Mitjan               | Collbató La Salut                                                                                       | 41° 34′ 19″ N, 1° 49′ 44″ E / 41.572045°N,1.828760°E | IPA-18327     | Ermita de la Salut (Collbató) · Vegeu més fotos d'aquest monument · Carregueu una nova foto d'aquest monument                              |
| Via Crucis, 5a a 11a estació                                              |             | Darreres tendències Domènec Fita Molat XX (1975) | Collbató Camí de la Cova                                                                                | 41° 35′ 30″ N, 1° 50′ 10″ E / 41.591528°N,1.836003°E | IPA-18334     | Via Crucis, 5a a 11a estació (Collbató) · Vegeu més fotos d'aquest monument · Carregueu una nova foto d'aquest monument                    |
| La Santa Cova                                                             |             | Historicisme Francesc de Villar XIX              | Collbató Final del camí del Rosari Monumental                                                           | 41° 35′ 18″ N, 1° 50′ 39″ E / 41.588226°N,1.844109°E | IPA-18345     | La Santa Cova (Collbató) · Vegeu més fotos d'aquest monument · Carregueu una nova foto d'aquest monument                                   |
| Primer Misteri de Glòria                                                  |             | Modernisme XX (1916)                             | Collbató Camí Torrent del Vall Mal                                                                      | 41° 35′ 24″ N, 1° 50′ 33″ E / 41.590089°N,1.842387°E | IPA-18346     | Primer Misteri de Glòria (Collbató) · Vegeu més fotos d'aquest monument · Carregueu una nova foto d'aquest monument                        |
| Segon Misteri de Glòria                                                   |             | Historicisme, modernisme XX (1903)               | Collbató Camí del Torrent Vall Mal                                                                      | 41° 35′ 23″ N, 1° 50′ 33″ E / 41.589747°N,1.842429°E | IPA-18347     | Segon Misteri de Glòria (Collbató) · Vegeu més fotos d'aquest monument · Carregueu una nova foto d'aquest monument                         |
| Tercer Misteri de Goig                                                    |             | Historicisme, modernisme XX (1901)               | Collbató Camí del Rosari monumental a la Santa Cova                                                     | 41° 35′ 32″ N, 1° 50′ 23″ E / 41.592359°N,1.839791°E | IPA-18348     | Tercer Misteri de Goig (Collbató) · Vegeu més fotos d'aquest monument · Carregueu una nova foto d'aquest monument                          |
| Cinquè Misteri de Dolor                                                   |             | Modernisme XIX (1896)                            | Collbató Camí Torrent Vall Mal                                                                          | 41° 35′ 27″ N, 1° 50′ 33″ E / 41.590701°N,1.842376°E | IPA-18349     | Cinquè Misteri de Dolor (Collbató) · Vegeu més fotos d'aquest monument · Carregueu una nova foto d'aquest monument                         |
| Can Perellong                                                             |             | Obra popular                                     | Collbató Pista des de la rotonda de Can Llates                                                          | 41° 32′ 58″ N, 1° 49′ 38″ E / 41.549321°N,1.827096°E | IPA-19435     | Carregueu una nova foto d'aquest monument                                                                                                  |
| Cal Pepa, Posada Bonavista, Posada Las Cuevas                             | BCIL 1991   | Obra popular                                     | Collbató C. Amadeu Vives, 43 - Bonavista                                                                | 41° 34′ 02″ N, 1° 49′ 47″ E / 41.567172°N,1.829712°E | IPA-19436     | Cal Pepa (Collbató) · Vegeu més fotos d'aquest monument · Carregueu una nova foto d'aquest monument                                        |
| Cal Balart                                                                | BCIL 1991   | Obra popular                                     | Collbató C. Amadeu Vives, 13                                                                            | 41° 34′ 11″ N, 1° 49′ 45″ E / 41.569690°N,1.829282°E | IPA-19437     | Cal Balart (Collbató) · Vegeu més fotos d'aquest monument · Carregueu una nova foto d'aquest monument                                      |
| Jardí de Can Rogent, la Parellada                                         | BCIL 1991   | Neoclassicisme-Romàntic XX                       | Collbató                                                                                                | 41° 34′ 08″ N, 1° 49′ 44″ E / 41.568966°N,1.828821°E | IPA-19438     | Carregueu una nova foto d'aquest monument                                                                                                  |
| Ajuntament Vell                                                           | BCIL 2004   | Obra popular XIX                                 | Collbató C. Pau Bertran, 25                                                                             | 41° 34′ 14″ N, 1° 49′ 36″ E / 41.570483°N,1.826701°E | IPA-30391     | Ajuntament Vell (Collbató) · Vegeu més fotos d'aquest monument · Carregueu una nova foto d'aquest monument                                 |
| Molí d'oli                                                                | BCIL 2004   | Obra popular XIX Inici                           | Collbató C. de la Salut                                                                                 | 41° 34′ 14″ N, 1° 49′ 40″ E / 41.570666°N,1.827850°E | IPA-30392     | Molí d'oli (Collbató) · Vegeu més fotos d'aquest monument · Carregueu una nova foto d'aquest monument                                      |
| Annexos de Can Misser                                                     | BCIL 2004   | Obra popular XIX                                 | Collbató C. Pau Bertran - pl. de l'Era                                                                  | 41° 34′ 12″ N, 1° 49′ 40″ E / 41.570098°N,1.827764°E | IPA-30393     | Annexos de Can Misser (Collbató) · Vegeu més fotos d'aquest monument · Carregueu una nova foto d'aquest monument                           |
| Bassa de Can Bros                                                         | BCIL 2004   | Obra popular XIX Mitjan                          | Collbató Davant de l'arc de cal Bros                                                                    | 41° 34′ 05″ N, 1° 49′ 48″ E / 41.568103°N,1.829947°E | IPA-30394     | Carregueu una nova foto d'aquest monument                                                                                                  |
| Pou de Can Migrat                                                         | BCIL 2004   | Obra popular XIX Mitjan                          | Collbató Av. de Montserrat - c. Migrat                                                                  | 41° 33′ 57″ N, 1° 48′ 36″ E / 41.565844°N,1.809971°E | IPA-30395     | Pou de Can Migrat (Collbató) · Vegeu més fotos d'aquest monument · Carregueu una nova foto d'aquest monument                               |
| Creu de terme                                                             |             | Obra popular XX (1959)                           | Collbató Av. de la Fumada, 14                                                                           | 41° 33′ 57″ N, 1° 49′ 35″ E / 41.565833°N,1.826390°E | IPA-30844     | Creu de terme (Collbató) · Vegeu més fotos d'aquest monument · Carregueu una nova foto d'aquest monument                                   |
| Torre del Telègraf de Can Dolcet                                          | BCIL 2009   |                                                  | Collbató Turó de Can Dolcet                                                                             | 41° 33′ 23″ N, 1° 49′ 00″ E / 41.556355°N,1.816536°E | IPA-39683     | Torre del Telègraf de Can Dolcet (Collbató) · Vegeu més fotos d'aquest monument · Carregueu una nova foto d'aquest monument                |
| Barraca Riera Can Dalmases                                                |             | Obra popular                                     | Collbató Camí de la Riera de Can Dalmases                                                               |                                                      | IPA-46149     | Carregueu una nova foto d'aquest monument                                                                                                  |
| Ermita de Sant Joan                                                       |             | Historicisme XIX                                 | Collbató Sant Joan, muntanya de Montserrat                                                              | 41° 35′ 13″ N, 1° 49′ 40″ E / 41.58695°N,1.82774°E   | IPA-54016     | Carregueu una nova foto d'aquest monument                                                                                                  |
| Antigues ermites de Sant Joan i Sant Onofre                               |             | Gòtic XIV                                        | Collbató Roques de Sant Joan, muntanya de Montserrat                                                    | 41° 35′ 14″ N, 1° 49′ 38″ E / 41.58720°N,1.82733°E   | IPA-54020     | Carregueu una nova foto d'aquest monument                                                                                                  |
| Forn de calç del pla dels Soldats                                         |             | Obra popular                                     | Collbató Pla dels Soldats, camí de Sant Miquel                                                          | 41° 35′ 03″ N, 1° 50′ 30″ E / 41.58419°N,1.84154°E   | IPA-54068     | Carregueu una nova foto d'aquest monument                                                                                                  |